# Lidzbark Warmiński (comune rurale)
Lidzbark Warmiński (HEILSBERG fino al 1945) è un comune rurale polacco del distretto di Lidzbark Warmiński, nel voivodato della Varmia-Masuria.
Ricopre una superficie di 371,01 km² e nel 2004 contava 6 746 abitanti.
Il capoluogo è Lidzbark Warmiński, che non fa parte del territorio ma costituisce un comune a sé.